# Lista de classes de corvetas por país
A Lista de corvetas por país contém todas as classes de corvetas, organizadas por seu país de origem.

## Alemanha
- Classe Braunschweig

## Brasil
- Classe Barroso
- Classe Inhaúma

## França
- Classe Gowind

## Holanda
- Classe Sigma

## Portugal
- Classe Baptista de Andrade
- Classe João Coutinho

## Suécia
- Classe Visby